# Lloret de l'illa de Rennell
El lloret de l'illa de Rennell (Geoffroyus hyacinthinus) és una espècie d'ocell de la família dels psitàcids sovint considerat una subespècie de Geoffroyus heteroclitus. Habita zones boscoses de les terres baixes de Rennell, a les illes Salomó.